# 域能控股
域能控股有限公司（簡稱域能控股，港交所：442），在1990年，由紀若鵬和李文俊（兩者為前主席）於香港（總部）成立「K.T.L. Jewellery Manufacturer Limited」（「三和珠寶有限公司」前身），前身為「KTL International Holdings Group Limited」。
業務在香港和中國內地經營珠寶設計與製造。
股份在2015年3月11日於港交所主板上市。全球發售招股定價為3至5港元，發行股份為2800萬股，集資額為1.4億港元。
2016年12月13日，海航集團旗下HNA Aviation Investment Holding Company Ltd，以6億港元，或每股6.05港元收購該公司持有61.44%（98,304,016股）股權。
2017年11月15日，「KTL International Holdings Group Limited」更名為「海德福集團控股有限公司」。
2022年8月25日，公司名稱由「Hifood Group Holdings Co., Limited」改為「Domaine Power Holdings Limited」，並將本公司的中文雙重外文名稱由「海福德集團控股有限公司」改為「域能控股有限公司」。

## 外部連結
- ktl.com.hk （页面存档备份，存于）